# يوم غول الثاني
يوم غول الثاني أحد أيام العرب قبل الإسلام ويسمى أيضا بيوم كنهل , وكان لـ بني يربوع من بني تميم على الغساسنة من الأزد.

## القصة
أقبل بنو هجيمة وهم من بني غسان في جيش كبير، فنزلو قرب بني يربوع من تميم على ماء يقال له كنهل، فأغار عليهما أناس من بني ثعلبة بن يربوع ، فاستاقوا نعمهم وأبلهم وأسروا من كان في النعم.، فركب قيس بن هجيمة الغساني الأزدي بخيله حتى يدرك بني ثعلبة، فخرج له سيد بني يربوع عتيبة بن الحارث التميمي صياد الفوارس فقال له قيس الغساني: هل لك يا عتيبة إلى البراز؟ فقال: ما كنت لأسأله وأدعه! فبارزه، فكر عليه عتيبة بن الحارث وأرداه قتيلأ., ثم خرج أخوه الهرماس بن هجيمة الغساني الأزدي وراء أخاه مقتولا ثم طلب المبارزة من عتيبة بن الحارث فضحك عتيبة وقال لعل العودة لك خيرا فقال الهرماس لا أعود بعد هلاك أخي قيس , فشد عليه عتيبة بن الحارث التميمي سم الفرسان وضربه ضربه فهلك على الفور , وفر جيش الغساسنة بعد هلاك قيس وشقيقه الهرماس.
- قال عتيبة بن الحارث.[6]

- وقال جرير.[7]